# یاماگوچی سایاکا
یاماگوچی سایاکا (به ژاپنی: 山口 紗弥加 Yamaguchi Sayaka)؛( زادهٔ ۱۴ فوریهٔ ۱۹۸۰) یک هنرپیشه اهل ژاپن است.
از فیلم‌ها یا برنامه‌های تلویزیونی که وی در آن نقش داشته است می‌توان به زن قلعه‌دار، نائوتورا اشاره کرد.